# パナギオティス・タフツィディス
パナギオティス・タフツィディス（英語: Panagiotis Tachtsidis, ギリシア語: Παναγιώτης Ταχτσίδης, 1991年2月15日 - ）は、ギリシャ・アルゴリダ県ナフプリオ出身のサッカー選手。アラビアン・ガルフ・リーグ・ホール・ファカン・クラブ所属。ポジションはミッドフィールダー。元ギリシャ代表。

## 経歴

### クラブ
AEKアテネFCのユースチームでキャリアをスタートさせ、2007年にトップチーム昇格した。フォスティラスFC戦でプロデビューを果たした。2010年4月21日、イタリアのジェノアCFCに移籍が決定し、その後、ACチェゼーナ、USグロッセートFC、エラス・ヴェローナFCにレンタル移籍した。2012年7月19日、ASローマに5年契約で移籍した。2013年6月20日、ジェノアCFCへの復帰が発表されたが、その後1か月も経たずにカルチョ・カターニアに共同保有で移籍した。2014年1月9日、シーズン終了までの期限でトリノFCにレンタル移籍した。2014年6月13日、ジェノアに復帰した。7月18日にエラス・ヴェローナFCへ再びレンタル移籍した。2016年8月5日、トリノFCに移籍したが、すぐにカリアリ・カルチョにレンタル移籍した。2017年6月30日、母国のオリンピアコスFCに移籍した。2018年9月5日、フットボールリーグ・チャンピオンシップのノッティンガム・フォレストFCに2年契約で移籍した。移籍後、監督から信頼を掴めずに不満を感じ、2019年1月3日、出場機会を求めてセリエBのUSレッチェへと期限付き移籍した。レッチェでの活躍が評価され、2019-20シーズンからセリエAを戦うレッチェに買い取られた。2021年7月16日、アル・フェイハに移籍した。2022年9月30日、ホール・ファカン・クラブに移籍した。

### 代表
ギリシャ代表としてU-21代表でプレーした。
2012年11月14日のアイルランドとの親善試合でA代表デビュー。2014 FIFAワールドカップのメンバーに選出され、ギリシャは初のベスト16進出を果たすも、出場機会は無かった。2015年10月11日のUEFA EURO 2016予選、ハンガリー戦で代表初得点を挙げた。その後、2018年5月の親善試合を最後に、代表からは遠ざかっている。

## 代表歴

### 出場大会
- ギリシャ代表
  - 2014 FIFAワールドカップ

### 試合数
- 国際Aマッチ 25試合 1得点（2012年-2018年）[1]

| ギリシャ代表 | 国際Aマッチ | 国際Aマッチ |
| 年           | 出場        | 得点        |
| ------------ | ----------- | ----------- |
| 2012         | 1           | 0           |
| 2013         | 3           | 0           |
| 2014         | 5           | 0           |
| 2015         | 5           | 1           |
| 2016         | 5           | 0           |
| 2017         | 4           | 0           |
| 2018         | 2           | 0           |
| 通算         | 25          | 1           |